# Wevelgem

Wevelgems vapen

Wevelgems läge inom provinsen Västflandern

Wevelgem är en kommun i provinsen Västflandern i regionen Flandern i Belgien. Wevelgem hade 31.844 invånare per 1 januari 2024.